# Сан-Мартіню-де-Валбон
Сан-Мартіню-де-Валбон (порт. São Martinho de Valbom; МФА: [ˈsɐ̃w maɾ.ˈti.ɲu dɨ ˈvaɫ.bõ]) — парафія в Португалії, у муніципалітеті Віла-Верде. Розташована в північно-західній частині країни, на теренах історичної португальської провінції Дору-Міню. Входить до складу округу Брага. За адміністративним поділом, чинним до 1976 року, терени парафії були складовою провінції Міню. Належить до Бразької архідіоцезії Католицької церкви. Патрон — Мартин Турський. Площа — 1,7032 км². Населення — 185 ос. (2011). Слабо урбанізований регіон. Густота населення — 108,62 осіб/км²
. Код — 031347.

## Назва
- Валбон (Сан-Мартіню) (порт. Valbom (São Martinho)) — офіційна назва.

## Населення
| Кількість мешканців | Кількість мешканців | Кількість мешканців | Кількість мешканців | Кількість мешканців | Кількість мешканців | Кількість мешканців | Кількість мешканців | Кількість мешканців | Кількість мешканців | Кількість мешканців | Кількість мешканців | Кількість мешканців | Кількість мешканців | Кількість мешканців |
| ------------------- | ------------------- | ------------------- | ------------------- | ------------------- | ------------------- | ------------------- | ------------------- | ------------------- | ------------------- | ------------------- | ------------------- | ------------------- | ------------------- | ------------------- |
| 1864                | 1878                | 1890                | 1900                | 1911                | 1920                | 1930                | 1940                | 1950                | 1960                | 1970                | 1981                | 1991                | 2001                | 2011                |
| 269                 | 284                 | 267                 | 274                 | 276                 | 270                 | 296                 | 257                 | 298                 | 298                 | 298                 | 342                 | 281                 | 253                 | 185                 |